# Oromasiphya ornata
Oromasiphya ornata là một loài ruồi trong họ Tachinidae.